# Sinfonía B (Haydn)

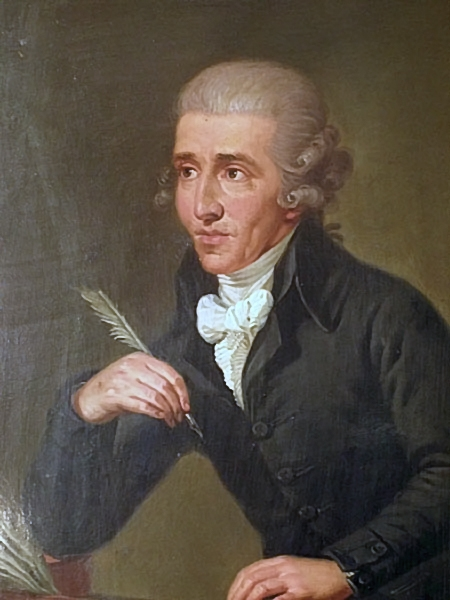
Haydn hacia 1770.

La Sinfonía B en si bemol mayor, Hob. I:108 fue compuesta por Joseph Haydn en algún momento entre 1757 y 1760.

## Historia
La producción sinfónica del maestro austríaco puede dividirse a grandes rasgos en tres bloques temporales: el primer bloque (1757-1761) se corresponde con su periodo al servicio del conde Carl von Morzin (n.º 1 - n.º 5); el segundo bloque en la corte Esterházy (1761-1790 pero con la última sinfonía para el público de Esterházy en 1781); y el tercer bloque (1782-1795) comprende las Sinfonías de París (n.º 82 - n.º 87) y las Sinfonías de Londres (n.º 93 - n.º 104). El 1 de mayo de 1761 el compositor firmó su contrato como vice-kapellmeister (más tarde kapellmeister) de la familia Esterházy, que nominalmente duró 48 años, hasta su muerte.
La composición de esta pieza se desarrolló en algún momento entre 1757 y 1760. No sigue el esquema de numeración habitual de las sinfonías del compositor porque había sido publicada anteriormente sin sus partes para instrumentos de viento como «Partita».

## Instrumentación
La partitura está escrita para una orquesta formada por:
- Viento madera: 2 oboes y 1 fagot.
- Viento metal: 2 trompas (en si bemol alto).
- Cuerda: una sección de cuerdas con 2 violines, viola, violonchelo y contrabajo.
- Teclado: clavecín como bajo continuo.

En aquella época se solía emplear un fagot para amplificar la voz del bajo, incluso sin una notación separada. En cuanto a la participación del clavecín como bajo continuo en las sinfonías de Haydn existen diversas opiniones entre los estudiosos: James Webster se sitúa en contra; Hartmut Haenchen a favor; Jamie James en su artículo para The New York Times presenta diferentes posiciones por parte de Roy Goodman, Christopher Hogwood, H. C. Robbins Landon y James Webster. A partir de 2019 la mayor parte de las orquestas con instrumentos modernos no utiliza el clavecín como continuo. No obstante, existen grabaciones con clavecín en el bajo continuo realizadas por: Trevor Pinnock (Sturm und Drang Symphonies, Archiv, 1989-1990); Nikolaus Harnoncourt (n.º 6–8, Das Alte Werk, 1990); Sigiswald Kuijken (incluidas las Sinfonías de París y Londres; Virgin, 1988-1995); Roy Goodman (Ej. n.º 1-25, 70-78, 82-87; Hyperion, 2002).

## Estructura y análisis
La sinfonía consta de cuatro movimientos:
- I. Allegro molto, en si bemol mayor 4
4
- II. Menuet, en si bemol mayor – Trio, en mi bemol mayor 3
4
- III. Andante, en sol menor 6
8
- IV. Finale. Presto, en si bemol mayor 2
4

La interpretación de esta obra dura aproximadamente entre 25 y 30 minutos. Es una de las pocas sinfonías de Haydn en situar el minueto en segundo lugar y el movimiento lento en tercer lugar, trastocando la estructura clásica de la sinfonía en la cual intercambian estos puestos. Este patrón sólo se encuentra en otras cinco sinfonías de Haydn, todas ellas tempranas excepto una (Sinfonías n.º 15, 32, 37, 44, 68).
El trío del minueto contiene un diálogo entre una viola solista y un fagot solista.